# Crazy Loop (singel)
"Crazy Loop" – singel mołdawskiego piosenkarza Crazy Loop. Wydany przez MediaPro Music dnia 27 marca 2008 roku, w Wielkiej Brytanii singel został wydany przez PopLife Records dnia 12 marca 2008 roku. Singel znalazł się w albumie The Power of Shower.

## Lista utworów
- CD Single

1. „Mm-ma-ma” (Original Mix) – 3:34
2. „Mm-ma-ma” (The Age Of Steam Mix) – 3:18
3. „Mm-ma-ma” (Numa Numa 2 – Dragostea Din Tei 2008) – 3:29

## Listy przebojów
| Kraj                           | Lista (2007-08)             | Najwyższa pozycja |
| ------------------------------ | --------------------------- | ----------------- |
| Austria                        | Singles Top 75              | 49                |
| Niemcy                         | Top 100 Singles             | 18                |
| Polska                         | Top 100 Singles             | 41                |
| Rumunia                        | Top 100 Singles             | 1                 |
| Wspólnota Niepodległych Państw | Tophit City & Country Radio | 143               |